# Distrito electoral de Sidney 2 (condado de Cheyenne, Nebraska)
Sidney 2 (en inglés: Sidney 2 Precinct) es un distrito electoral ubicado en el condado de Cheyenne en el estado estadounidense de Nebraska. En el Censo de 2010 tenía una población de 170 habitantes y una densidad poblacional de 1,85 personas por km².

## Geografía
Sidney 2 se encuentra ubicado en las coordenadas 41°10′41″N 102°57′48″O / 41.17806, -102.96333. Según la Oficina del Censo de los Estados Unidos, Sidney 2 tiene una superficie total de 91.88 km², de la cual 91.88 km² corresponden a tierra firme y (0%) 0 km² es agua.

## Demografía
Según el censo de 2010, había 170 personas residiendo en Sidney 2. La densidad de población era de 1,85 hab./km². De los 170 habitantes, Sidney 2 estaba compuesto por el 95.88% blancos, el 0% eran afroamericanos, el 0% eran amerindios, el 0% eran asiáticos, el 0% eran isleños del Pacífico, el 2.94% eran de otras razas y el 1.18% pertenecían a dos o más razas. Del total de la población el 4.71% eran hispanos o latinos de cualquier raza.